# Дзинни, Грейси
Гре́йси Дзи́нни (англ. Gracie Dzienny, род. 26 августа 1995, Толидо, Огайо) — американская актриса, танцовщица и фотомодель. Наиболее известна по ролям в американских телесериалах «Сверхвоины», «Погоня за жизнью» и «Зоо-апокалипсис».

## Биография
Грейси Дзинни родилась в семье Майка и Тары Дзинни в Толидо, Огайо. Она младшая из трёх детей в семье. Дзинни стала моделью в пять лет после победы в конкурсе Loreal, после чего продолжила модельную карьеру в Нью-Йорке. Впервые на экране она появилась в рекламных роликах.

## Фильмография
| Год       |   | Русское название            | Оригинальное название          | Роль             |
| --------- | - | --------------------------- | ------------------------------ | ---------------- |
| 2011—2013 | с | Сверхвоины                  | Supah Ninjas                   | Аманда Маккей    |
| 2012      | с | Всю ночь напролёт           | Up All Night                   | Кейли            |
| 2012      | с | Шоу Фреда                   | Fred: The Show                 | Холли            |
| 2013      | с | Ох, уж этот папа            | See Dad Run                    | Челси            |
| 2014      | с | Побочные эффекты            | Side Effects                   | Рэйчел           |
| 2014—2015 | с | Погоня за жизнью            | Chasing Life                   | Грир Дэнвилл     |
| 2015      | с | Положение дел               | State of Affairs               | Стейси Довер     |
| 2016—2017 | с | Зоо-апокалипсис             | Zoo                            | Клементина Льюис |
| 2018      | ф | Бамблби                     | Bumblebee                      | Тина             |
| 2019      | с | Рами                        | Ramy                           | Мелани           |
| 2021      | с | Наследие Юпитера            | Jupiter’s Legacy               | Руби Ред         |
| 2021      | с | Настоящий американец        | All American                   | Эмбер            |
| 2022      | с | Первое убийство             | First Kill                     | Элинор Фэрмонт   |
| 2022      | с | Сексуальная жизнь студенток | The Sex Lives of College Girls | Татум            |